# Rhonda Byrne
Rhonda Byrne, geboren als Rhonda Izon, (Melbourne, 12 maart 1951) is een Australische scenarioschrijfster, producente van radio- en televisieprogramma's en schrijfster van boeken. Zij kreeg wereldwijde bekendheid door haar documentairefilm The Secret en de daaruit voortvloeiende reeks door haar geschreven boeken, die op het thema van The Secret gebaseerd zijn.

## Biografie
Izon werd in Melbourne als eerste van de vijf kinderen geboren uit het huwelijk van Ronald Lewis Izon en Irene Izon. Uit haar eerste huwelijk werden twee dochters geboren: Skye Byrne en Hayley Byrne. Zij is tweemaal getrouwd geweest en evenveel keren gescheiden. Zij behield de achternaam Byrne van haar eerste echtgenoot.
Haar carrière begon zij bij de omroep en produceerde tal van radioprogramma's, die uitstekende recensies kregen. Haar volgende stap was naar de televisie, waar zij meewerkte aan Nine Network.
In 1994 richtte zij haar eigen film- en televisieproductiebedrijf Prime Time Productions op, dat shows produceerde zoals The World's Greatest Commercials en Great Escapes. 
Door een reeks problemen, tegenslagen, dreigend faillissement van haar maatschappij en ook nog het overlijden van haar vader, belandde zij in 2004 een depressieve stemming. Op dat moment gaf haar dochter Hayley haar het boek The Science of Getting Rich, dat in 1910 door Wallace D. Wattles is geschreven. De inhoud van het boek greep haar zozeer aan, dat zij op onderzoek uit ging naar de werking ervan. Zij wilde dat dit concept voor iedereen beschikbaar werd en dat leidde uiteindelijk tot het maken van het scenario voor haar in eigen beheer vervaardigde en 2006 verschenen documentairefilm The Secret, die daarna in tal van plaatsen vertoond werd. Door het succes ervan en haar wens om The Secret voor iedereen toegankelijk te maken, bracht zij in 2007 het gelijknamige boek uit. Het werd vertaald in meer dan 50 talen en de gezamenlijke oplage betrof 28 miljoen exemplaren. Nadat zij in 2009 in een tien minuten durend item bij de televisieshow van Oprah Winfrey was geïnterviewd, brak zij wereldwijd door.
In 2007 vestigde zij zich in Montecito in Californië waar zij met haar gezin een luxueus landhuis betrok met een waarde van 18 miljoen dollar. In datzelfde jaar bedroeg haar inkomen 23 miljoen dollar en werd ze genoemd in de lijst van 100 meest invloedrijke personen in Time Magazine. Haar eigen vermogen bedroeg in 2009 100 miljoen dollar.
In 2020 produceerde zij haar tweede film over The Secret, The Secret: Dare to Dream (The Secret: durf te dromen), met onder meer: Katie Holmes, Josh Lucas en Jerry O'Connell. De film is verkrijgbaar op een Engelstalige DVD.

## Boeken
Nederlandse edities:

- The Secret - het geheim van voorspoed en geluk (2007)
- The Power (2010)
- The Magic (2012)
- Hero (2015)
- Hoe The Secret mijn leven heeft veranderd - echte mensen. echte verhalen (2016)
- The Greatest Secret - Als je het weet, ben je vrij (2020)
- The Secret to Love, Health, and Money - A Masterclass (2022)

## Films
- The Secret (2006)
- The Secret: Dare to Dream (2020)